# Cervélo
Cervélo Cycles est un producteur canadien de cadres de bicyclette fondé en 1995 à Toronto par Phil White et Gérard Vroomen.

## Histoire
La marque Cervélo équipe l'équipe cycliste Team CSC de 2002 à 2008. En 2008, Cervélo sort son modèle P4 qu'il appelle le vélo le plus rapide du monde. Simon Whitfield remporte la médaille d'argent pour le Canada sur l'épreuve du triathlon des Jeux olympiques d'été de 2008 avec un vélo de la marque.
Carlos Sastre utilise un vélo Cervélo lors de sa victoire sur le Tour de France. En 2009, Cervélo commandite sa propre équipe cycliste masculine Cervélo Test Team avec Carlos Sastre à sa tête, mais ce dernier choisit de se retirer de l'équipe un an plus tard, ce qui met fin à la courte histoire de cette équipe.
Entre 2008 et 2011, Cervélo commandite la création de l'équipe cycliste féminine Garmin-Cervélo.
En 2011, Cervélo fournit les vélos de l'équipe cycliste Garmin-Cervélo. Cette saison-là, l'équipe brille sur le Tour de France, remportant quatre étapes, le contre-la-monte par équipe, deux étapes avec Thor Hushovd et une avec Tyler Farrar, Tom Danielson terminant également 8e du classement général. En 2012, l'équipe prend le nom de Garmin-Sharp mais est toujours équipée par Cervélo. Ryder Hesjedal, lors du Tour d'Italie 2012, devient le premier canadien à remporter le Giro. Le partenariat continue avec la structure de Jonathan Vaughters en 2013 et 2014. Au mois d'août, les formations Cannondale et Garmin-Sharp annoncent leur fusion pour 2015, le fabricant de cycles américain devenant le partenaire-titre et le fournisseur de l'équipe.
Pour la saison 2015, le constructeur canadien se rapproche alors de la formation sud-africaine MTN-Qhubeka. Deux vélos sont mis à la disposition des coureurs : le S5 en plaine, le R5 en montagne. Leur collaboration dure jusqu'à la saison 2018.
En 2019 et 2020, la marque fournit l'équipe cycliste Sunweb. Pour la saison 2021, elle se sépare de la structure allemande pour devenir l’équipementier de l’équipe cycliste Jumbo-Visma.
Au Salon automobile de Genève 2018, Cervélo et Lamborghini présentent une édition limitée, à 25 exemplaires, du P5X, la marque de cycle ayant utilisé la soufflerie du constructeur italien pour développer ce modèle destiné au triathlon.
En février 2012, Pon Holdings annonce avoir fait l'acquisition de Cervélo. Phil White en reste le PDG alors que Gérard Vroomen occupe un rôle de manager du développement commercial au sein de Pon Bicycle Group. En 2019, Pon possède 10 marques de cycles : Gazelle, Cervélo, FOCUS, Santa Cruz, Kalkhoff et Faraday.